# Terminal Menga
La Terminal Menga es una de las terminales de cabecera del Sistema Integrado de Transporte MIO de la ciudad de Cali, inaugurado en el año 2008.

## Ubicación
Se encuentra ubicada en el norte de la ciudad en la intersección de la avenida 3N y la calle 70, en el sitio conocido como Sameco a la entrada de la ciudad desde el municipio de Yumbo. Cerca de la terminal se encuentra el barrio Brisas de los Álamos.

## Toponimia
Inicialmente llamada terminal de cabecera Sameco y luego como Terminal Estación del Norte, recibió su nombre de Menga debido a la quebrada del mismo nombre que pasa contigua a la estación luego de que el nombre "Sameco" no pudo ser usado por ser una marca registrada.

## Historia
El 15 de septiembre de 2012 inició operación la Terminal Menga, siendo la segunda terminal de cabecera del sistema MIO en ser puesta al servicio, y reemplazando como terminal de cabecera de la troncal de la Avenida 3N a la estación Álamos, que venía desempeñando ese papel antes de la construcción de esta terminal.
El día 20 de marzo de 2017 se presentó la caída de una parte del cielorraso del edificio de la terminal, elaborado en panel yeso. Debido a lo anterior, Metrocali junto con la firma constructora Sainc, la cual estuvo a cargo de la construcción de la terminal, presentaron un plan de acción que involucró, junto con la readecuación del techo, la limpieza de las canales de la estructura y la instalación de rebosaderos y drenajes adicionales para mejorar la capacidad hidráulica para evacuar el agua lluvia. De igual forma, y como parte de la garantía posventa, el constructor se comprometió a elaborar estudios y diseños de geotecnia y estructuras para conocer la causa de la afectación por asentamiento de una zona de 70 metros cuadrados de la estructura de la terminal. No obstante lo anterior, desde Metrocali se aseguró que la estructura no corría riesgo de colapso y que la afectación no ponía en riesgo la integridad de la edificación.

## Características
La terminal cuenta con tres plataformas: dos de estas plataformas son de piso alto para buses articulados y padrones con la plataforma restante siendo de piso bajo para recibir las rutas alimentadoras que operan con buses complementarios. Junto a esta plataforma se encuentra el edificio administrativo de la terminal, al igual que una bahía anexa para recibir buses intermunicipales del municipio de Yumbo. Su acceso peatonal se encuentra sobre la calle 70, a través de la cual se construyó un puente peatonal que permite el acceso desde el barrio Brisas de los Álamos hacia la estación, mientras que los vehículos acceden y salen de la estación por medio de la calle 70 y la avenida 3N.

## Servicios de la estación

### Rutas expresas
| Ruta | Estación Origen      | Estación Destino            | Sentido (N/S) |
| ---- | -------------------- | --------------------------- | ------------- |
| E21  | Inicio del recorrido | Universidades Cra 100 Cl 16 | Ambos         |
| E27  | Inicio del recorrido | Capri Cl 5 Cra 78           | Ambos         |

### Rutas pretroncales
| Ruta | Origen                             | Trayecto                                                            | Destino                     |
| ---- | ---------------------------------- | ------------------------------------------------------------------- | --------------------------- |
| P21B | Inicio del recorrido               | Cl 70 - Terminal Calipso - Aut. Simón Bolívar                       | Universidades Cra 100 Cl 16 |
| P21C | Inicio del recorrido               | Cl 70 - Autopista Suroriental - Cl 5 - Cra 80 - Av. Pasoancho       | Buitrera Cra 100 Cl 11      |
| P21E | Inicio del recorrido               | Av 6N - Av. de las Américas - Centro - Av. Pasoancho - Cr 80 - Cl 5 | Universidades Cra 100 Cl 16 |
| P27D | Inicio del recorrido               | Cl 70N - Av 6N - Centro - Cl 6                                      | Capri Cl 5 Cra 78           |
| P30A | Paso del Comercio Cra 1 Cl 71      | Cl 70N - Av 6N                                                      | Centro                      |
| P42  | Terminal Andrés Sanín Cl 75 Cra 19 | Av. Ciudad de Cali - Paso del Comercio - Cl 70N                     | Fin del recorrido           |
| P82  | Terminal Calipso Cl 70 Cra 28D     | Cl 44 - Cra 5 - Cl 52 - Sena                                        | Fin del recorrido           |

### Rutas alimentadoras
| Ruta | Origen               | Trayecto                                 | Destino              |
| ---- | -------------------- | ---------------------------------------- | -------------------- |
| A21  | Inicio del recorrido | Cl 70 - Cra 4N - Cl 84 - Cra 1FN         | Floralia             |
| A22  | Inicio del recorrido | Av 2N - Cl 74N - Av 2CN - Cl 75N - Av 2N | Brisas de los Álamos |
| A23  | Inicio del recorrido | Av 2N - Av 2BN - Cl 55 - Av 2FN - Cl 61  | Los Álamos           |